# Highway 61 Revisited (sång)
Highway 61 Revisited är en sång av Bob Dylan, ursprungligen utgiven som titelspår på hans sjätte skiva Highway 61 Revisited i augusti 1965. Den användes även som b-sida på singeln "Can You Please Crawl Out Your Window?" senare samma år. Liveversioner av låten har senare utgivits på Before the Flood (1974) och Real Live (1984).
Låten saknar egentlig refräng men varje vers slutar med orden "Highway 61". I den första versen, baserad på en berättelse från Första Mosebok, säger Gud åt Abraham att döda honom en son och att göra det på Highway 61. Bob Dylan växte upp inte långt ifrån Highway 61 och hans fars namn var Abe, vilket har lett en del att tolka det som att det är Dylan själv som ska dödas.
Covers på låten har bland annat gjorts av Johnny Winter, på albumet Second Winter (1969), och av PJ Harvey på Rid of Me (1992).
På musiktidningen Rolling Stones lista The 500 Greatest Songs of All Time placerades låten som nummer 364.

## Album
- Highway 61 Revisited - 1965
- Before the Flood - 1974
- Real Live - 1984
- The 30th Anniversary Concert Celebration - 1993